# أنتوني فالنسيا
أنتوني فالنسيا هو لاعب كرة قدم إكوادوري، ولد في 21 يوليو 2003 في غواياكيل في الإكوادور.

## وصلات خارجية
- أنتوني فالنسيا على موقع الاتحاد الأوربي (الإنجليزية)
- أنتوني فالنسيا على موقع قاعدة بيانات كرة القدم.إي يو (الإنجليزية)
- أنتوني فالنسيا على موقع Soccerway.com (الإنجليزية)
- أنتوني فالنسيا على موقع عالم كرة القدم.نت (الإنجليزية)